# Thalassosmittia marina
Thalassosmittia marina är en tvåvingeart som först beskrevs av Saunder 1928.  Thalassosmittia marina ingår i släktet Thalassosmittia och familjen fjädermyggor. Inga underarter finns listade i Catalogue of Life.